# Mani (Burkina Faso)
Mani ist sowohl eine Gemeinde (französisch commune rurale) als auch ein dasselbe Gebiet umfassendes Departement im westafrikanischen Staat Burkina Faso, in der Region Est und der Provinz Gnagna. Die Gemeinde hat in 54 Dörfern und sechs Sektoren des Hauptortes 68.293 Einwohner.